# Vojtěch (film)
Vojtěch (ve slovenském originále Vojtech) je slovenská dramatická filmová komedie z roku 2015 režiséra Viktora Csudaie.

## Děj
Čtyřicátník Vojtěch prochází krizí středního věku. Připadá si bezvýznamný a nepotřebný. Opustila ho manželka, vyhodili ho z práce a jeho rodina na něj zanevřela. Pomoci se mu snaží jeho soused taxikář Laco. Ten mu pomáhá držet krok s dnešní dobou a najít si novou holku. Vojtěchovi se nic z toho nedaří, ale pořád doufá, že vše nakonec dobře dopadne.

## Obsazení
- Matej Landl jako Vojtěch
- Zuzana Mauréry jako Vojtěchova manželka
- Marián Miezga jako taxikář Laco
- Zuzana Kubovčíková Šebová jako Alexandr
- Lucia Vráblicová jako Valéria
- Gabriela Marcinková jako Julia
- Štefan Martinovič jako Štefan
- Eva Sakálová jako Eva
- Peter Sklár jako Vojtěchův šéf
- Ida Rapaičová jako sestra
- Diana Mórová jako žena s telefonem
- Roman Pomajbo jako bezdomovec

## Hudba
Ve snímku si zahráli členové slovenské punk rockové kapely Horkýže slíže. Skupina pro film složila píseň, ke které natočila i klip.

## Lokace
Film se natáčel v různých částech Bratislavy.